# Diomid Gherman
Diomid Gherman (n. 10 aprilie 1928, Risipeni, Regatul României – d. 19 aprilie 2014, Chișinău, Republica Moldova) a fost un neurolog moldovean, care a fost ales ca membru titular al Academiei de Științe a Moldovei.